# 快官高鐵公園
彰化快官高鐵公園位於彰化縣彰化市，是台灣少數可觀看高鐵的公園，公園位在彰化市快官山區，也是閒置利用的公園。此公園亦是高鐵通車後，一時觀高鐵景點，尤其屢見媒體報導諸如銀河鐵道類之景點。而快官高鐵公園，是在高鐵烏日站，進入彰化縣的第一個隧道口上方，可說是全台觀高鐵之最佳景點，現已有許多鐵道迷，都選擇此處，作為拍攝高鐵行進美景之處。 
快官是因為自主的社區營造，在無意間開闢出此「高鐵公園」，真可謂是無心插柳之作，整個高鐵公園，是從一片荒腐雜亂的山坡地，完全以人力一鋤一斧開闢，並利用漂流木、廢棄的水泥試體、廢扁額等材料，加上社區志工無限之創意，成了觀景賞鳥觀高鐵，絕佳的賞景公園。
除了高鐵之美景外，每年清明時節左右，更是觀賞「南鷺鷹」的最佳之選，亦有在地化的「大冠鳩」，其他鳥種更不勝枚舉，春夏之交蟬鳴更是一大特色，另外植物物種如：相思樹、樟樹等繁多，再加上居民自發性的栽種如：雙葉牡丹、蔓澤蘭、木芙蓉等花種，更是旅遊休閒、觀賞夜景的地點。
- 快官高鐵公園　飽覽四縣市美景（台灣時報電子報）[永久]

## 參照
- 彰化市公園列表